# Sacerdotium
Sacerdotium, (tiếng Latinh: "giới linh mục"), trong thời Trung cổ, có nghĩa quyền lực tôn giáo của Giáo triều Công giáo để phân biệt với quyền lực thế tục (Regnum), đặc biệt là trong Thánh chế La Mã. Cả hai, tuy nhiên, đã luôn có một tương tác với nhau. 
Trong thời Tiền Trung cổ, người ta quan niệm, sacerdotium và Regnum hợp lại thành một quyền lực duy nhất, mặc dù cả hai có chức vụ trong các lãnh vực khác nhau. Việc này đã được Công đồng Paris trong năm 829 xác định và quy định chi tiết hơn. Mặc dù trong trường hợp này, quyền lực tôn giáo đã được xem là có ưu tiên hơn, cho đến giữa thế kỷ thứ 11 có một sự tương tác hài hòa giữa 2 thế lực. Trên căn bản đó các vị vua Ottonen có thể thi hành quyền lực nhà thờ đế quốc (các giám mục được nhà vua bổ nhiệm cho mượn quyền lực và lãnh thổ như các vị công tước.).
Trong phong trào cải cách của Giáo hoàng Grêgôriô VII có sự phân biệt rõ ràng giữa tâm linh và lĩnh vực thế tục và họ cố gắng áp đặt thế lực thế tục dưới thế lực tâm linh. Tranh cãi việc bổ nhiệm giáo sĩ là một trong những điểm nổi bật của cuộc xung đột này, trong đó những người theo sức mạnh thế tục của hoàng đế bám vào những ý tưởng trước đó của học thuyết song cường (hai thế lực). Như là một kết quả của sự tranh chấp, một cộng đồng của các giáo sĩ được hình thành như là một tổ chức trần thế của Giáo hội, hoàn thành độc lập và theo pháp lý dưới quyền của Giáo hoàng.
Các Giáo hoàng đã cố gắng trong thời gian sau đó để đưa lĩnh vực nhà nước của Regnum vào quyền kiểm soát của họ. Họ lập luận, ngoài những điều khác, với pháp luật phong kiến cho thuộc hạ mượn đất đai và chức tước. Các đại diện của quyền lực thế tục đối đáp với luật La Mã cổ, trong đó nêu lên quyền tự chủ của một cộng đồng chính trị. Friedrich I cho rằng, quyền lực của ông nhận được trực tiếp từ thượng đế. Trong bối cảnh này, vào năm 1157 lần đầu tiên từ sacrum imperium (đế quốc Thần thánh) được sử dụng trong nội các của đế quốc, diễn tả tính chất thiêng liêng của đế quốc, vốn đã được khẳng định trước đây nhiều lần. Cuối cùng, những đòi hỏi của các giáo hoàng đã không thể áp đặt được, tuy nhiên họ đã không từ bỏ, vì vậy nó đưa đến một số vụ đụng độ gay gắt trong những năm đầu thế kỷ 14.